# El poder de las mujeres

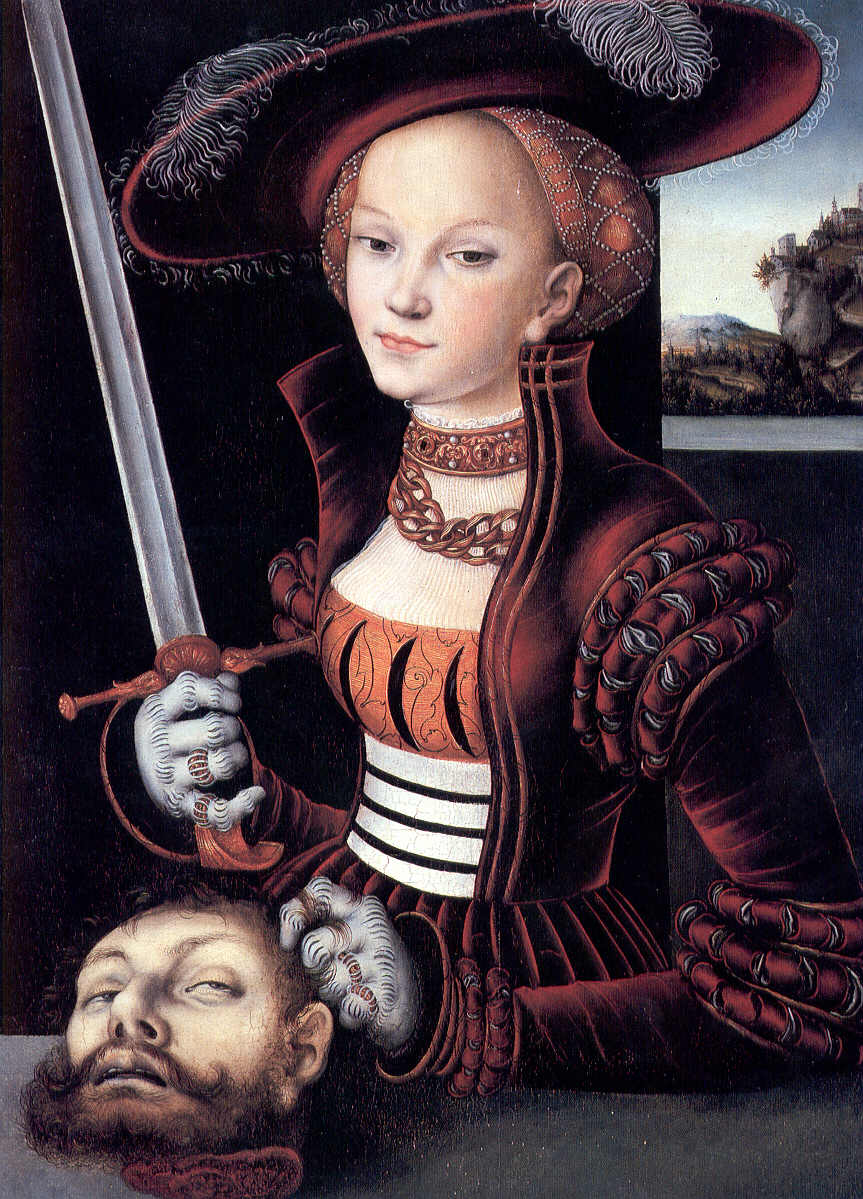
Judit con la cabeza de Holofernes por Lucas Cranach el Viejo, 1530.

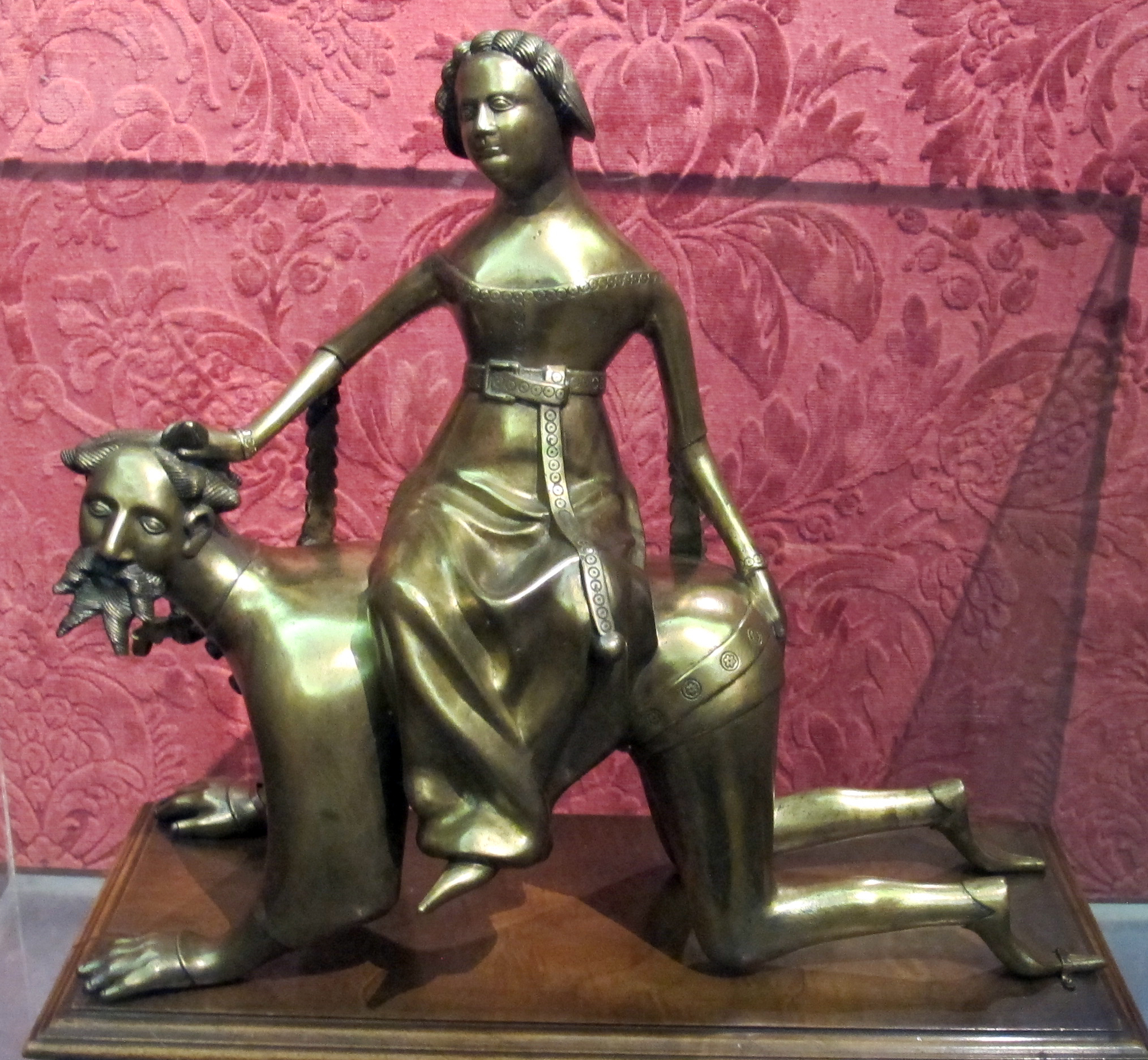
Aguamanil del con Filis montando a Aristótel

El poder de las mujeres (Weibermacht en alemán) es un topos artístico y literario medieval y renacentista que muestra a «hombres heroicos o sabios dominados por mujeres», presentando «una inversión admonitoria y a menudo humorística de la jerarquía sexual dominada por los hombres». Fue definido por Susan L. Smith como «la práctica representativa de reunir al menos dos, pero normalmente más, figuras conocidas de la Biblia, la historia antigua o el romance para ejemplificar un grupo de temas interrelacionados que incluyen las artimañas de las mujeres, el poder del amor y las pruebas del matrimonio». Smith sostiene que el topos no es simplemente una «manifestación directa del antifeminismo medieval»; más bien, es «un lugar de contienda a través del cual podían expresarse ideas conflictivas sobre los roles de género».
Smith sostiene que el topos tiene su origen en la literatura clásica y lo encuentra en textos medievales como Aucassin et Nicolette, Consolación de la filosofía, el Roman de la Rose, y los Cuentos de Canterbury. El topos fue atacado por Christine de Pizan hacia 1400, quien argumentó que si las mujeres escribían estos relatos sus interpretaciones serían diferentes a las de los hombres.
En las artes visuales, las imágenes se encuentran en varios medios, principalmente a partir del siglo XIV, y haciéndose cada vez más populares en el siglo XV. Para entonces los temas que se repiten con frecuencia son Judit con la cabeza de Holofernes, Aristóteles y la cortesana, Sansón y Dalila, Salomé y su madre Herodías, Jael matando a Sísara, Betsabé bañándose a la vista de David, la idolatría de Salomón, Virgilio en su cesta, así como muchas representaciones de brujas, e imágenes de género de esposas dominando a sus maridos. Este último grupo llegó a denominarse batalla por los pantalones. José y la esposa de Putifar y Lot y sus hijas se incorporaron algo tarde al grupo, pero fueron cada vez más populares más adelante. Tomiris, la reina escita que derrotó a Ciro el Grande y abusó de su cadáver, fue pintada por Rubens y varios italianos.
Estas escenas, que en su mayoría se mostraban en composiciones coherentes en las que participaban sólo dos personas y acciones visualmente distintivas, eran fácilmente reconocibles y parece que también se representaban de forma dramática en entretenimientos de diversa índole, ya fuera como escenas cortas o tableaux vivants. No está claro quién acuñó por primera vez el término Weibermacht, pero evidentemente había ganado adeptos en el Renacimiento nórdico del siglo XVI en Alemania y los Países Bajos.

## Motivos
En el ámbito cortesano, el motivo ha aparecido en versiones diferenciadas desde la Alta Edad Media. El material para esto proviene de todos los tiempos, por lo que el Antiguo Testamento se encuentra junto a la literatura de cuentos de hadas, la literatura de novelas, las leyendas y la mitología antigua:
- Aristóteles y Filis.[13]
- La idolatría de Salomón.[14]
- Sansón y Dalila[15]
- Judith y Holofernes

Entre otros, también con conexiones con:
- Adán y Eva
- David y Betsabé
- Lot y sus hijas
- Jael y Sísara
- Jezabel y Acab
- Hércules y Onfalia
- Herodes, Herodías y  Salomé

## Artes visuales
En las primeras imágenes del periodo gótico los temas de género o "clásicos", como Filis cabalgando a Aristóteles y Virgilio en su cesto, de hecho ambos procedentes de acervos legendarios medievales, eran más populares que los bíblicos que predominaron después. A menudo aparecen en las mismas piezas que el Asalto al castillo del amor, como en un cofre de Baltimore. Éste y otros temas similares de amor cortés sobreviven sobre todo en objetos de marfil de uso femenino, como cofres o cajas de espejos. Muestra a las damas defendiendo un castillo contra los hombres, generalmente sin éxito. Estas imágenes son esencialmente una fantasía romántica desenfadada a la que se le da un tratamiento cómico; tales escenas se escenificaban a veces como alivio ligero en torneos.
El tema del poder de la mujer será especialmente popular en el arte del Renacimiento nórdico del siglo XVI, que representa "imágenes extraídas de fuentes históricas, mitológicas y bíblicas que ilustran el poder de la mujer sobre el hombre, específicamente como resultado de su atractivo sexual". Varias de las historias implican el asesinato del varón, y esto y su contexto religioso eliminan efectivamente gran parte del potencial cómico del grupo, pero de ninguna manera las posibilidades eróticas explotadas por muchos artistas.
La cuestión de las actitudes mostradas hacia la violencia por parte de las mujeres en la causa de la virtud quizá se vea mejor en la figura de Jael, cuya matanza de Sísara clavándole una estaca en la cabeza constituye una imagen especialmente gráfica. Según algunos críticos feministas, las representaciones de ella se volvieron hostiles en el Renacimiento, y al igual que Judit se la agrupa ciertamente con figuras "malvadas" como Herodías y Dalila. Sin embargo, fue incluida, junto con Judit y Ester, como una de las heroínas bíblicas del trío "Drei Gut Judin" ("Tres buenas judías") de Hans Burgkmair en su obra Dieciocho dignos, añadiendo nueve mujeres a los tradicionales Nueve dignos masculinos.

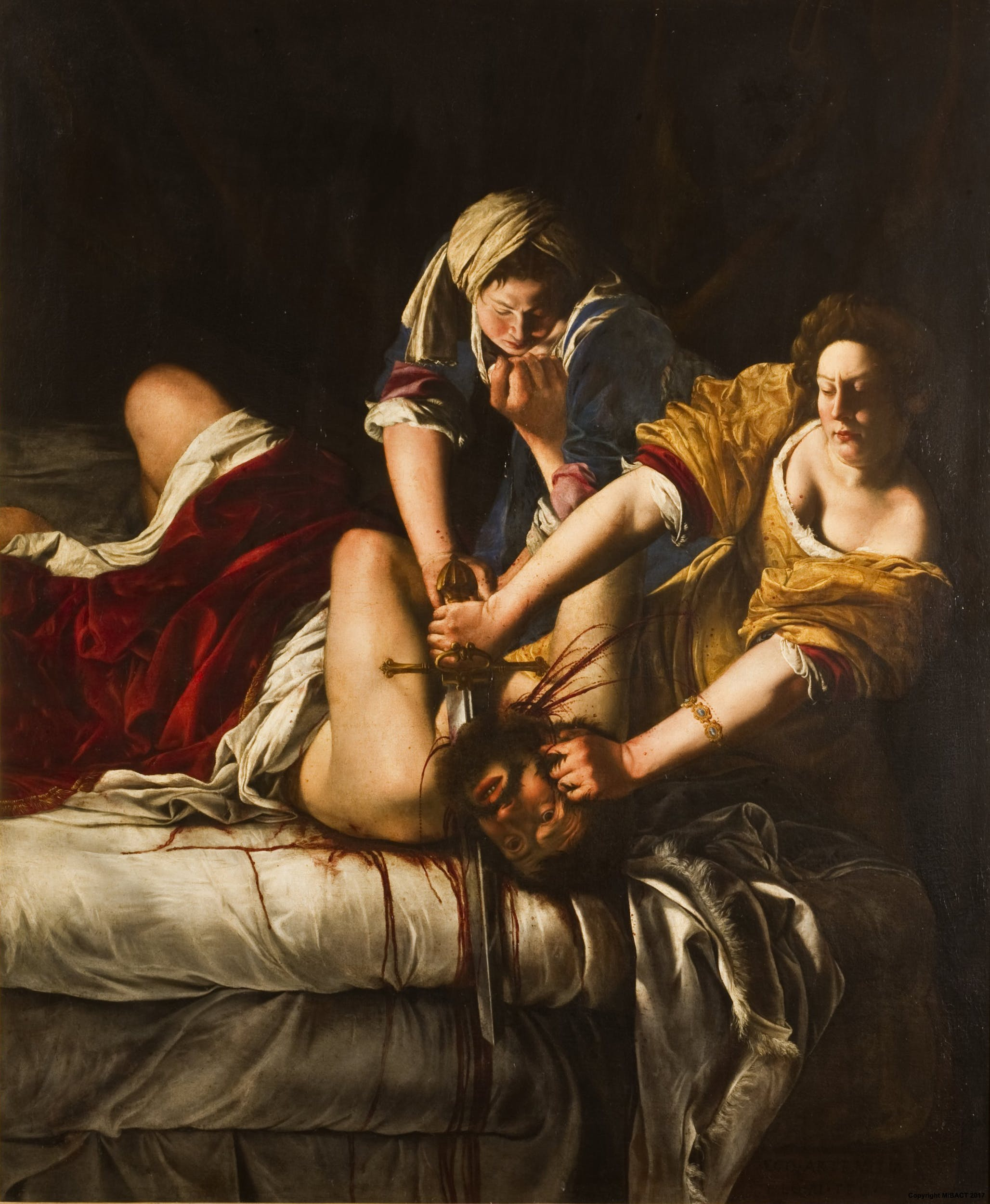
Artemisia Gentileschi, Judit decapitando a Holofernes, versión de Florencia, 1621.

Los temas del Poder de las Mujeres se ven en la pintura y en otros medios, pero los grabados fueron su hogar especial. Lucas van Leyden realizó dos conjuntos de xilografías conocidos como El poder de la mujer grande y pequeño. Los temas representados incluyen a Adán y Eva, Sansón y Dalila, el rey Salomón, Herodes y Herodías, Jael y Sísara, y, menos habitualmente, Jezabel y Ahab. Las xilografías tienen composiciones algo estáticas, y se ha sugerido que se basan en tableaux vivants de las escenas. Otro conjunto de Hans Burgkmair (1519) se conoce como las Liebestorheiten o Locuras de amor. Al mismo tiempo, también hubo un interés, a menudo entre los mismos artistas, por las mujeres de entornos similares que no tenían poder, o que sólo pudieron escapar de sus situaciones mediante el suicidio, como Susana, Dido de Cartago, Lucrecia y Virginia. La historia de Ester se situaba en un punto entre estos dos extremos.
Los Pequeños Maestros, como se denomina a los grabadores alemanes posteriores a Durero, estaban entre los artistas muy interesados en ambos grupos. El tratamiento de ambos grupos, especialmente en los grabados, era a menudo francamente erótico, y estos grupos ocuparon su lugar junto a las santas y amantes tanto mitológicas como reales en los tratamientos comunes de las mujeres en el arte occidental. El interés por estos temas se extendió a Italia, afectando primero a Venecia, y los temas se hicieron comunes en la pintura italiana del Renacimiento final, y aún más durante el Barroco, culminando quizás en la obra de Artemisia Gentileschi, que pintó casi todos los temas bíblicos adoptados para ilustrar el Poder de las Mujeres, la mayoría más de una vez. Aunque se supone que su elección de temas está motivada por su difícil vida, la obra más conocida de Cristofano Allori, Judit con la cabeza de Holofernes, utiliza como modelos a su antigua amante para  Judit, con su madre como la criada, y un autorretrato para la cabeza de Holofernes.
En la pintura nórdica, los Cranach fueron los primeros artistas en pintar tales temas con frecuencia. En 1513 Lucas Cranach el Viejo decoró el lecho nupcial de Juan, Elector de Sajonia con un conjunto de escenas que incluían La idolatría de Salomón, así como Hércules y Ónfale' (véase más abajo) y el Juicio de Paris. Los respectivos hijos del mecenas y del artista, Juan Federico I, Elector de Sajonia y Lucas Cranach el Joven, generaron otro conjunto de pinturas, ahora en la Gemäldegalerie Alte Meister. Se ha planteado la posibilidad de que algunas de las numerosas Judit del taller de Cranach sean retratos de damas de la corte sajona; algunas otras pinturas de Jael ciertamente son retratos.

## Temas y contexto

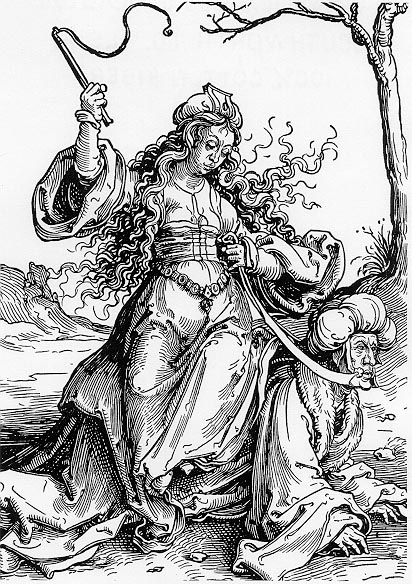
Filis cabalgando sobre Aristóteles, Lucas van Leyden.

Varios de estos temas contienen un elemento parcialmente cómico de inversión de roles en una sociedad que era esencialmente patriarcal, sobre todo la "imagen por excelencia del topos del poder de las mujeres, Filis montando a Aristóteles"." La historia de Filis y Aristóteles data de principios del siglo XIII (cuando se escribió el Lai d'Aristote) y se convirtió en el tema de poemas populares, obras de teatro y sermones moralizantes. El tema fue analizado por primera vez por Natalie Zemon Davis en 1975, quien concluyó que las "funciones generales" de estas inversiones eran que "ofrecían una expresión y una salida a los conflictos sobre la autoridad dentro del sistema; y también proporcionaban ocasiones por las que la corriente autoritaria en la familia, el taller y la vida política podía ser moderada por la risa del desorden y el juego paradójico. En consecuencia, sirvieron para reforzar la estructura jerárquica".
El tema de la inversión de roles de Hércules y Onfalia no se ajustaba al tropo principal del Poder de las Mujeres, ya que el periodo de Hércules sirviendo a la reina no fue causado por la interacción entre ellos, y más tarde se casaron. Se hizo popular a partir del siglo XVI, y la familia Cranach pintó muchas versiones que mostraban a Onfalia y a sus damas vistiendo a Hércules de mujer, travestido de sirvienta hilandera.
Filis montando a Aristóteles se pintó en las paredes de varios ayuntamientos alemanes, aunque el diseño que Alberto Durero hizo para Nuremberg, como parte de un ciclo de El poder de las mujeres, nunca se llevó a cabo. Algunos conjuntos de grabados tienen bordes ornamentales que sugieren que estaban destinados a ser pegados en las paredes, como muchos grabados más grandes. Mientras que muchos de los grabados más pequeños probablemente fueron vistos sobre todo por coleccionistas masculinos y sus amigos, estas pinturas y grabados montados en la pared "deben haber estado destinados a entretener o divertir tanto a hombres como a mujeres". Algunos de los grabados Otto florentinos, diseñados esencialmente para un público femenino, muestran a mujeres triunfando sobre hombres, aunque la mayoría muestran escenas pacíficas de amantes.
Otros grabados de gran tamaño destinados a las paredes, en los que son especialmente frecuentes los temas de Poder de las mujeres, adoptan un tipo de composición diferente al de los pequeños grabados con pocas figuras, mostrando escenas panorámicas amplias y bien pobladas en las que puede ser difícil distinguir las figuras clave. David y Betsabé o la historia de Salomé se sitúan en medio de amplios paisajes urbanos, y Judit mata a Holofernes en un rincón de una enorme escena de batalla frente a una ciudad amurallada.
La asociación de la brujería específica y casi exclusivamente con las mujeres fue una novedad de finales del siglo XV, para la que el libro Malleus Maleficarum (1486) sigue siendo un emblema, aunque su significado ha sido cuestionado. La interpretación de las numerosas imágenes de brujas ha sido objeto de gran interés académico en las últimas décadas, y se han propuesto muchas interpretaciones diferentes. Además de dar cabida a la fantasía, es evidente el elemento erótico, sobre todo en la obra de Hans Baldung Grien, el artista más asociado al tema. Se ha cuestionado la seriedad con la que el artista o su público se tomaban la realidad de la brujería; hasta cierto punto parecen haber sido como las películas de terror de su época. La Bruja de Endor era un tema hasta entonces oscuro que permitía combinar el interés bíblico con el de la brujería.

## Regimiento de mujeres
En contraste con el poder de las mujeres, el "regimiento de mujeres", ilustrado desde finales de la Edad Media como la "lucha por los pantalones", describe la lucha por el gobierno en la casa. El motivo a menudo está relacionado con la mujer enojada y golpeada. El término muestra no solo el miedo a la atracción física de la mujer, sino también a su posición dominante como señora de la casa. Los teólogos han condenado esta situación desde la Edad Media como una perversión del orden divino, es decir, una inversión del orden de género. Agustín lo llamó dominum mulierum. En la «literatura del bullicio» en el siglo XVI el tema experimentó su primer clímax. El motivo del “mundo al revés” también puede relacionarse con el regimiento de mujeres presente en caricaturas polémicas de los siglos XVI a XIX. En el siglo XX, el motivo se sitúa en contextos actuales con la lucha de género. Las luchas internacionales de poder entre los estados se han representado alegóricamente con el motivo desde el siglo XVIII.

## Galería

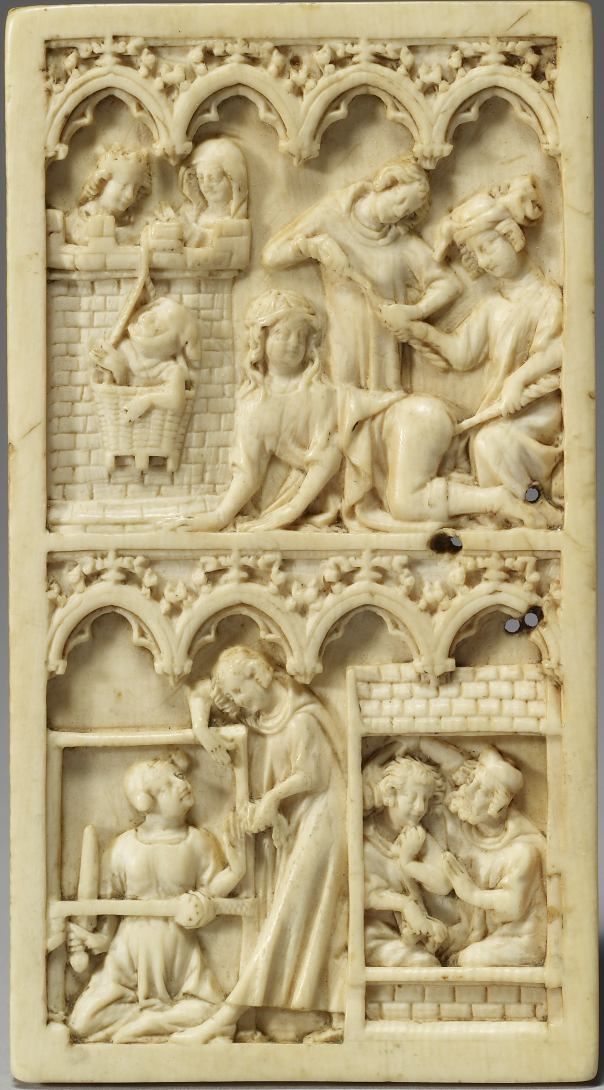
Cubierta de una tableta de escritura de marfil gótico francés con Filis seduciendo a Aristóteles y Virgilio en su canasta, 1340-1360.
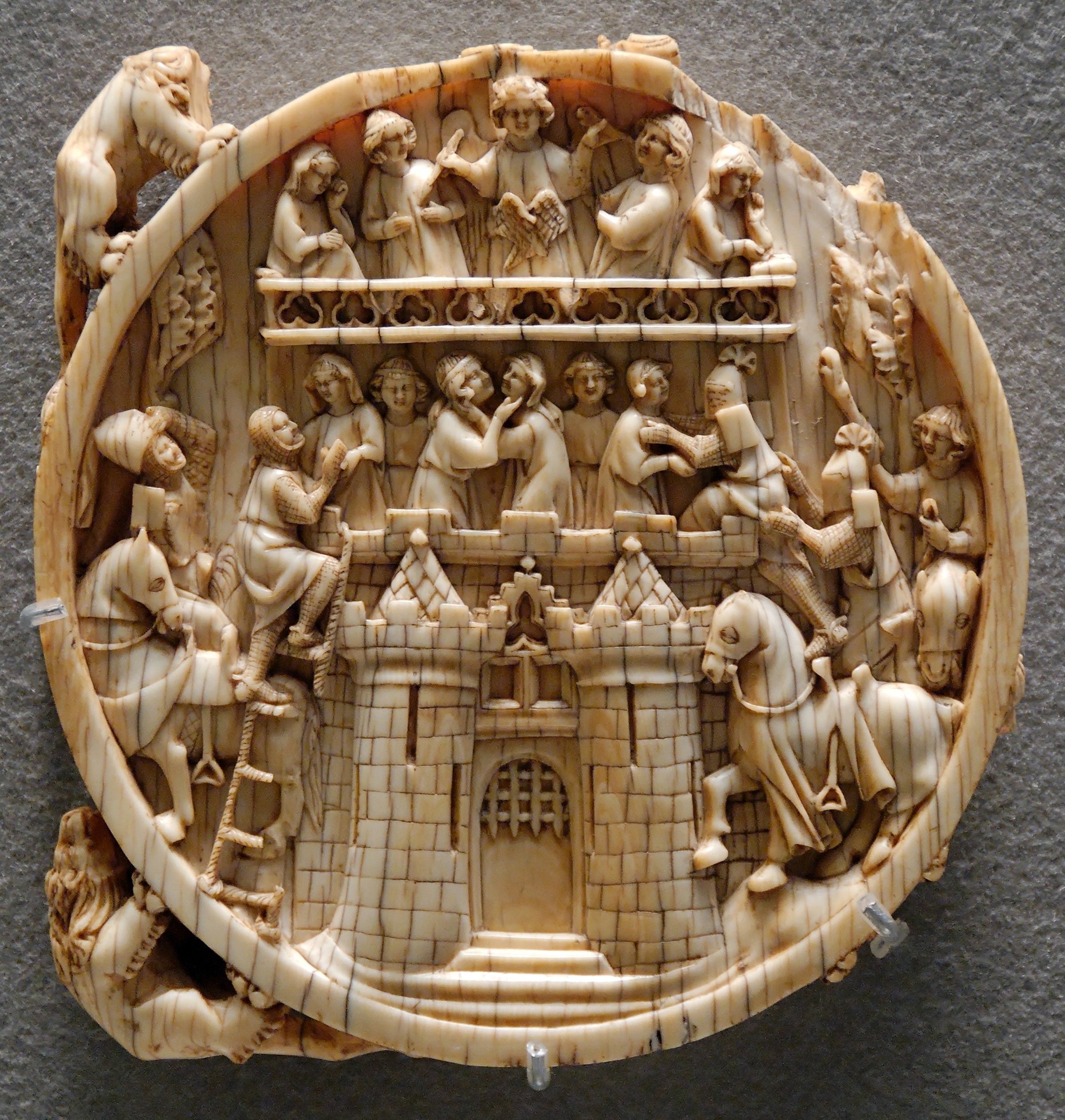
Asalto al Castillo del Amor, caja de espejo de marfil, 1340-60, Francia.
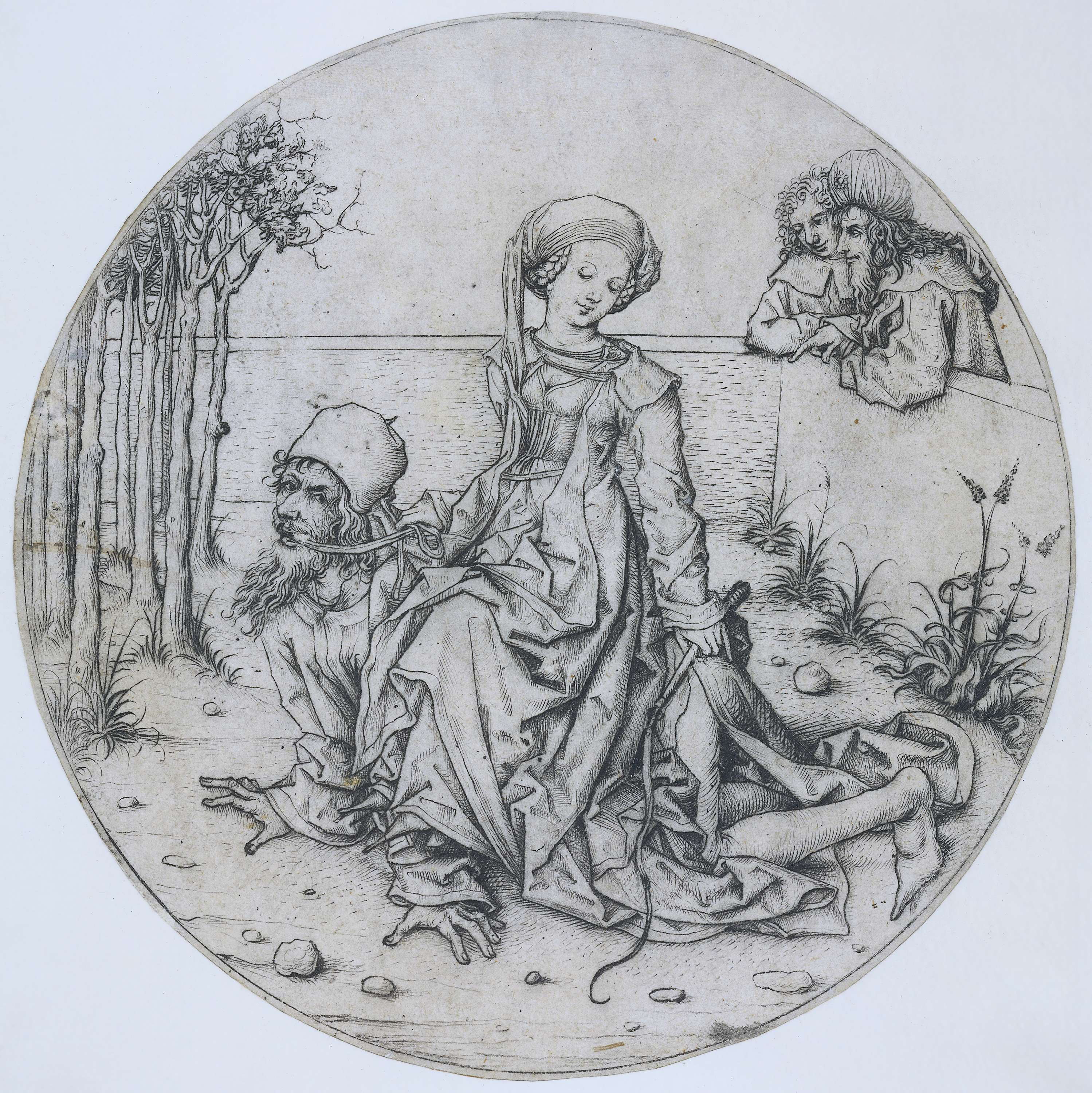
Maestro del libro de la casa, Aristóteles y Filis , grabado del siglo XV.
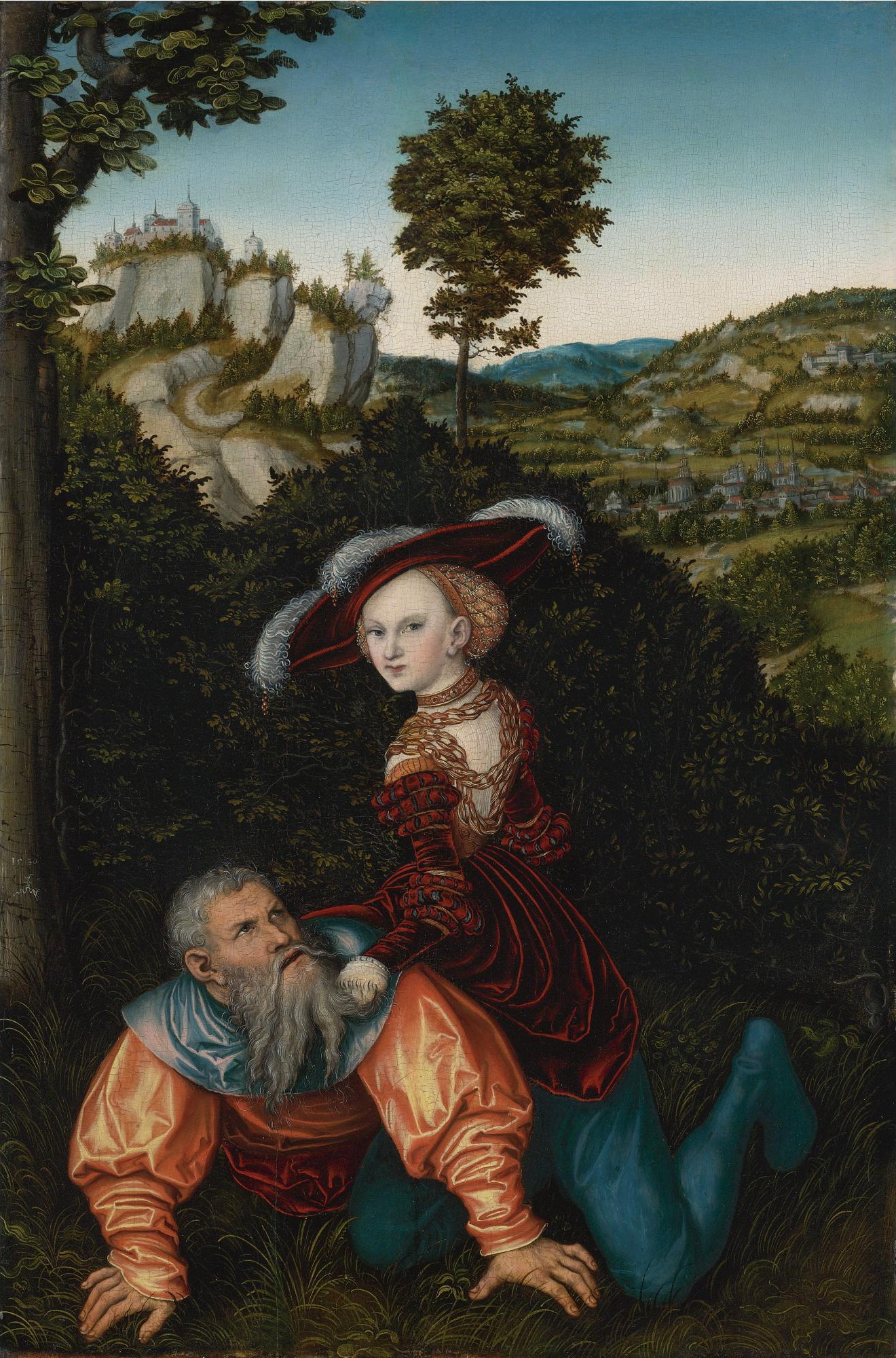
Filis y Aristóteles por Lucas Cranach el Viejo, 1530.
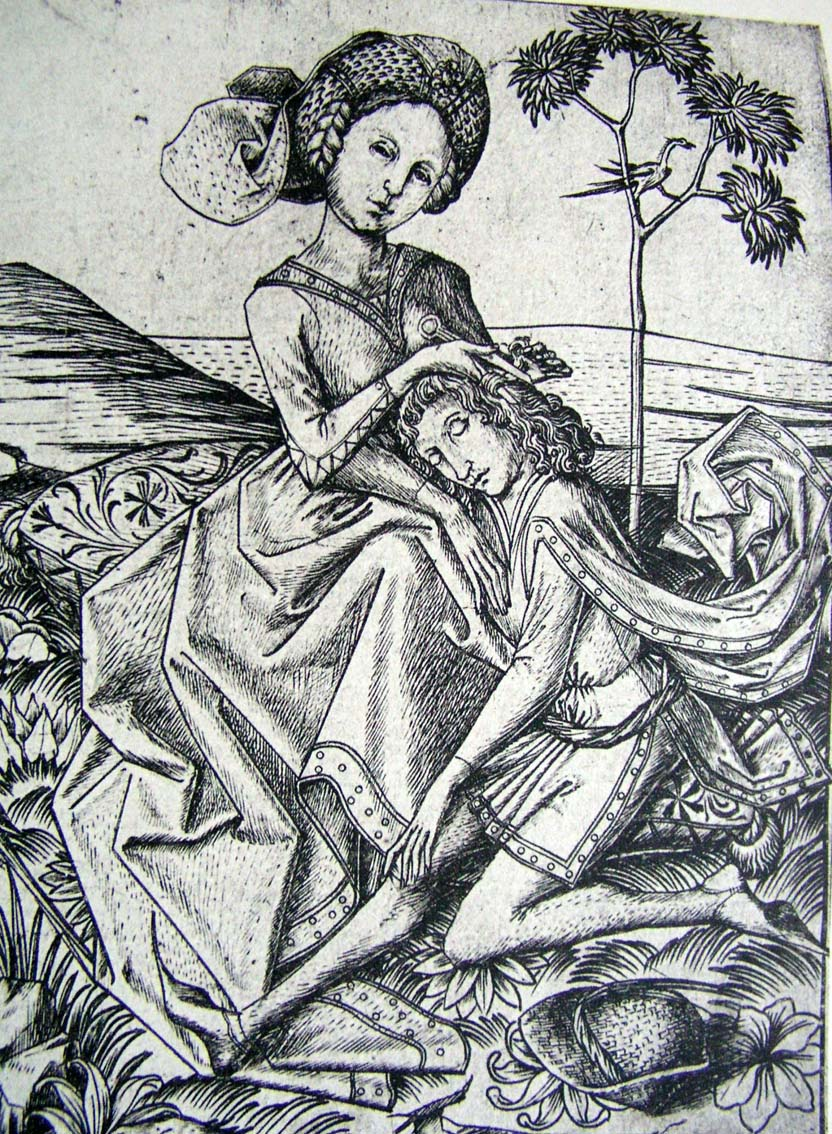
Master E.S., Sansón y Dalila, años 1460.
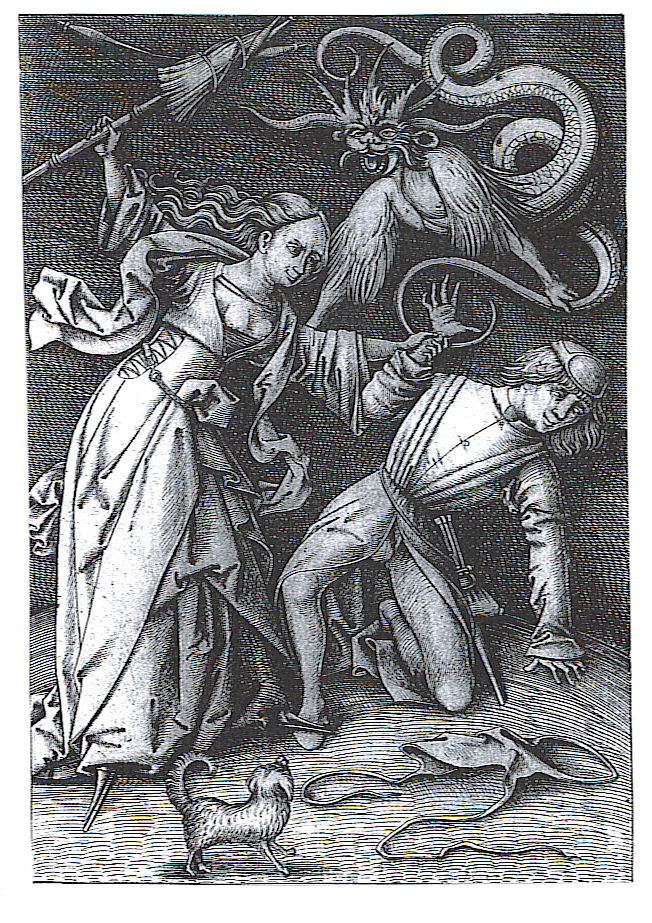
El motivo de La batalla por los pantalones: Israhel van Meckenem , La esposa enojada, grabado de género, década de 1490.
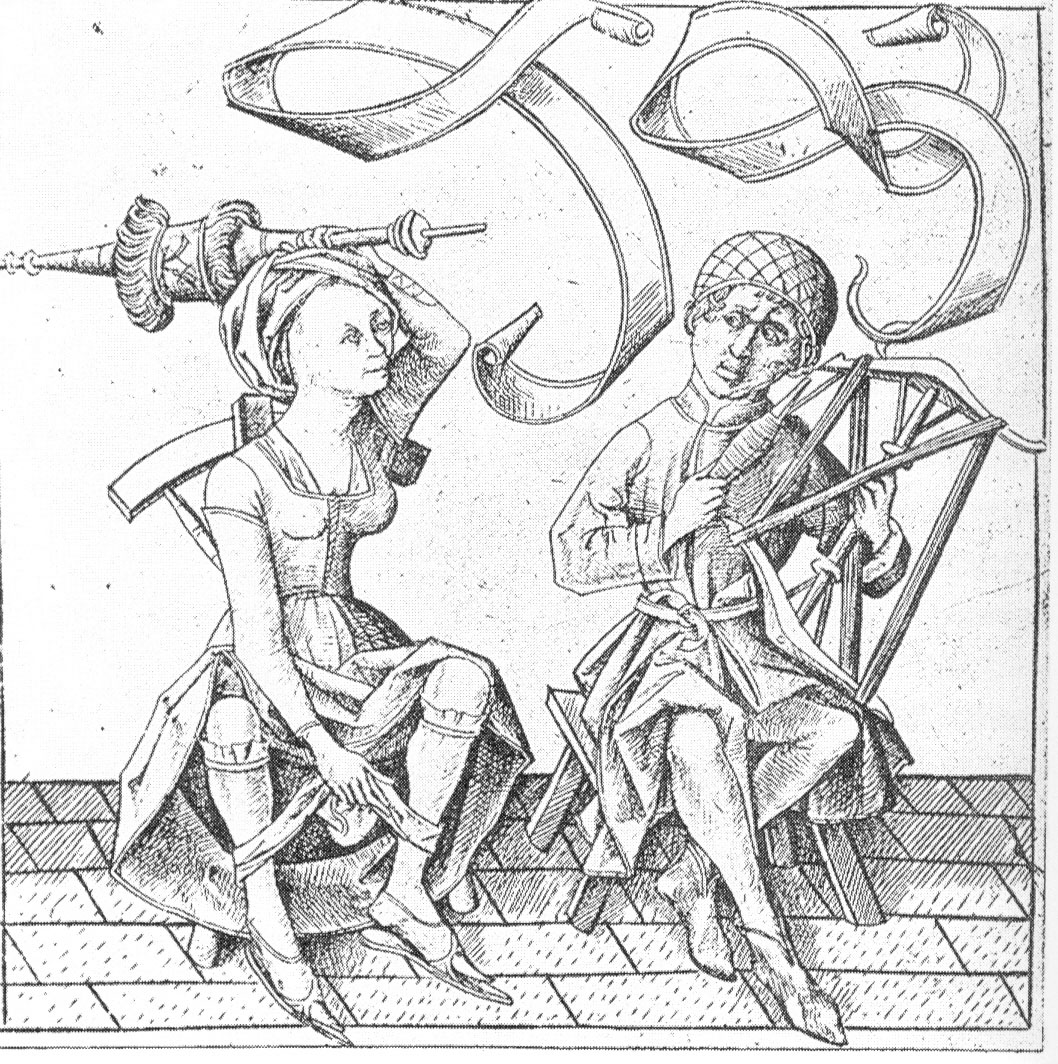
Otro van Meckenem; aquí el hombre realiza el trabajo normalmente femenino de girar la rueca mientras su esposa se pone sus calzones y lo amenaza con un objeto elaborado que sugiere poder.
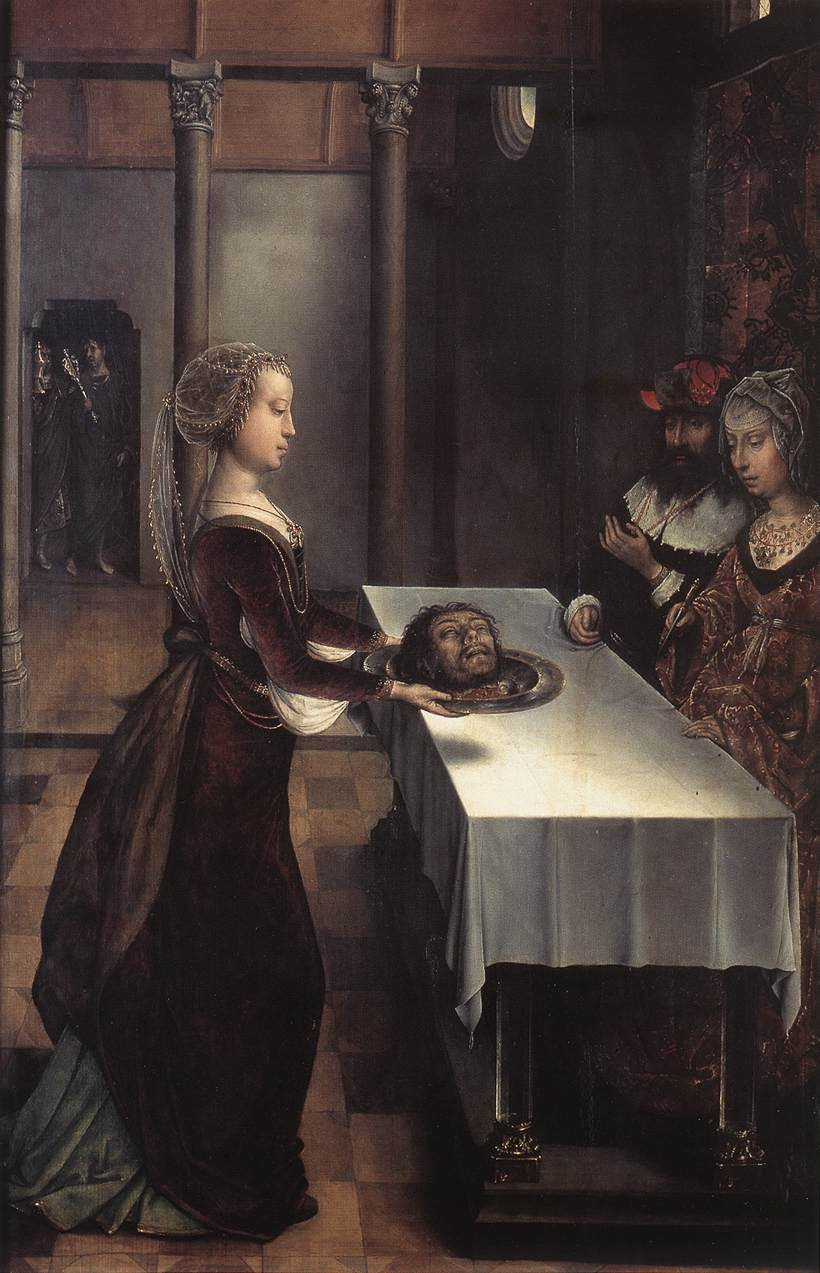
Juan de Flandes, Venganza de Herodias, 1496.
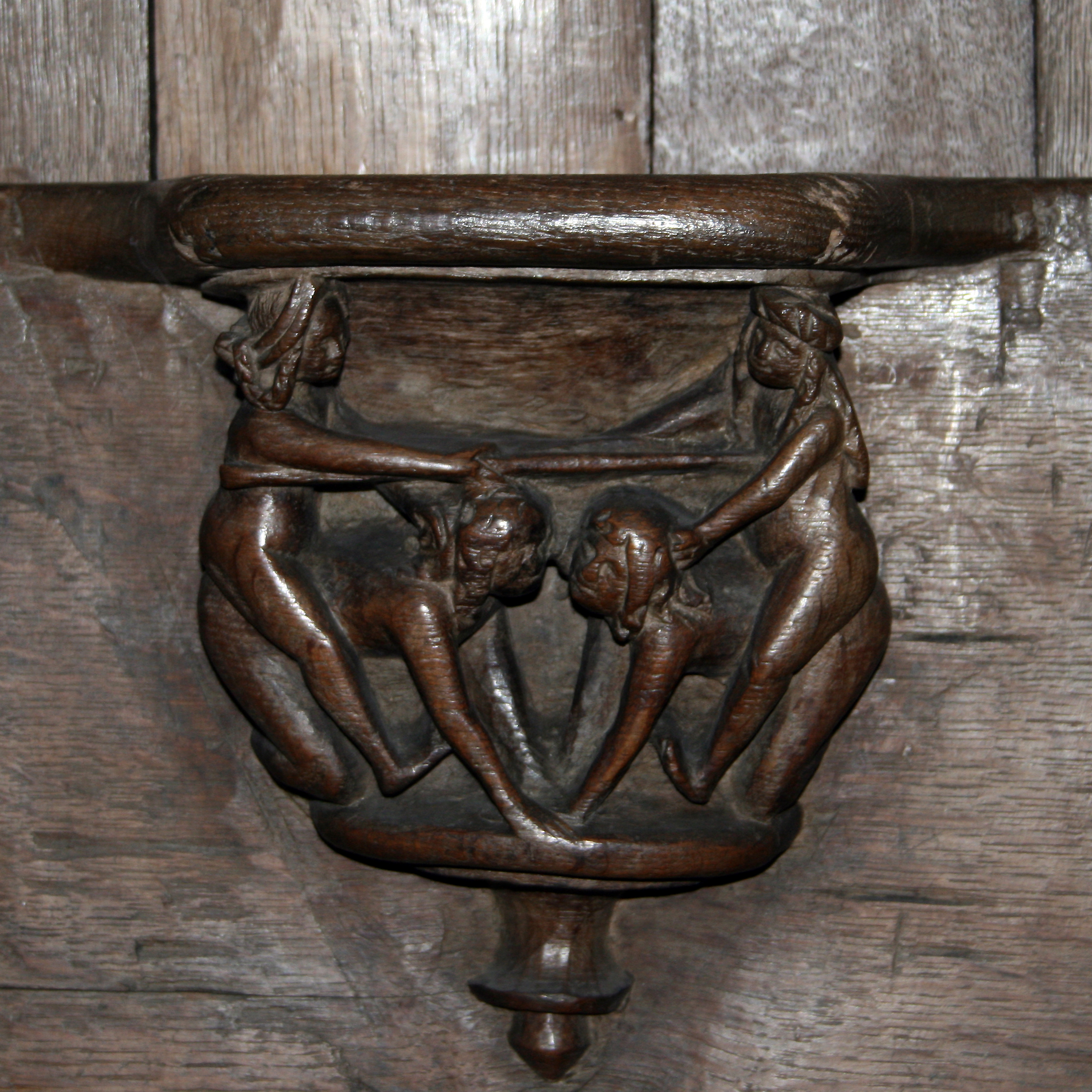
Mediados del siglo XVI, misericordia con dos mujeres montando sobre dos hombres, Walcourt, Bélgica.
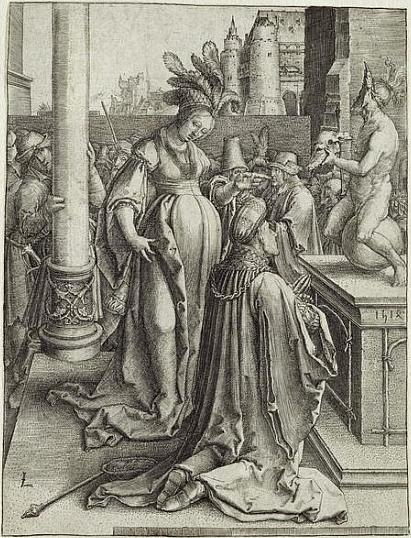
Lucas van Leyden, La idolatría de Salomón, inspirado por su esposa pagana, de una serie de paneles tallados sobre madera sobre el "Poder de las mujeres", 1514.
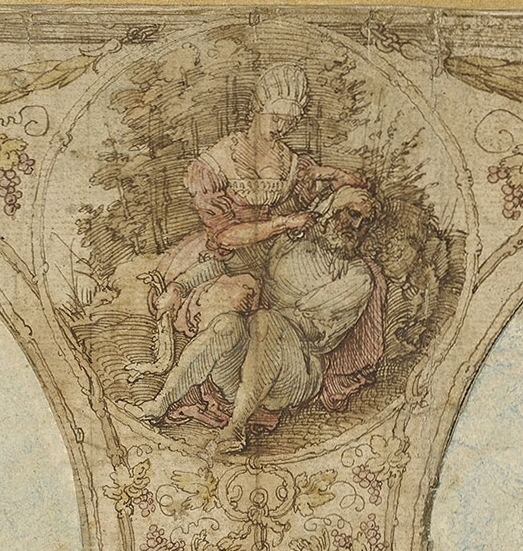
Detalle del boceto para el ayuntamiento de Nuremberg, Alberto Durero, 1521.
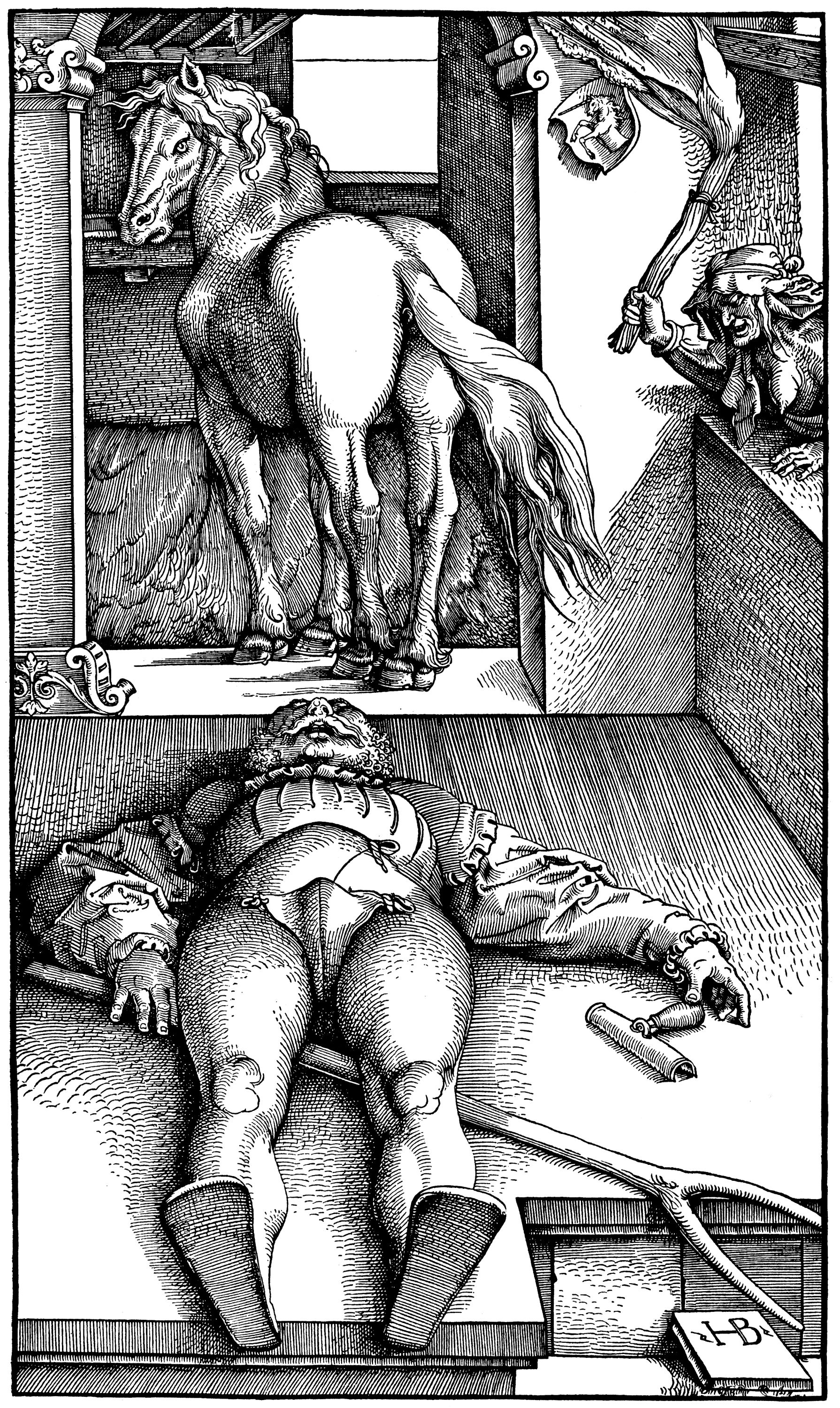
La bruja y el palafrenero, Hans Baldung Grien, c. 1534.
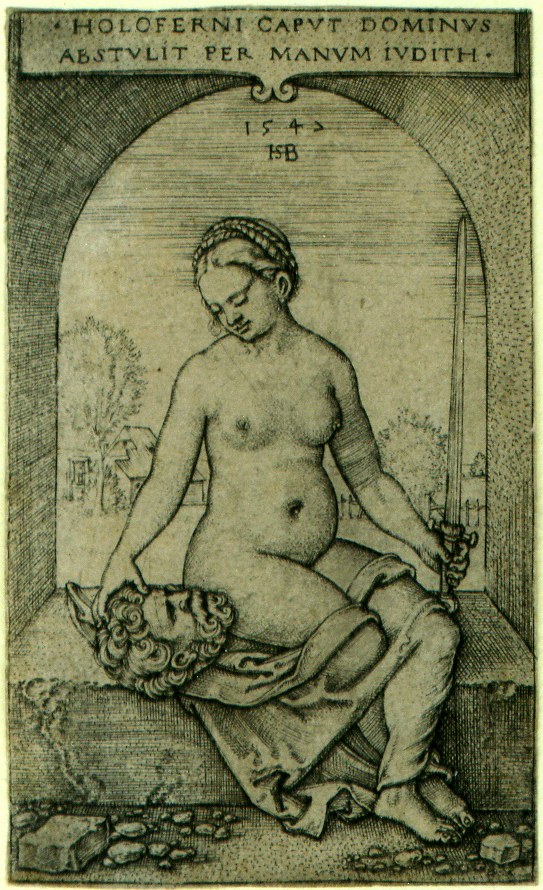
Sebald Beham, Judit con la cabeza de Holofernes, 1547.

## Más lecturas
- Smith, Susan L., The Power of Women: A 'Topos' in Medieval Art and Literature., University of Pennsylvania Press, 1995, ISBN 978-0-8122-3279-0
- Tal, Guy, Witches on Top: Magic, Power, and Imagination in the Art of Early Modern Italy, Dissertation, Indiana University, 2006, Proquest, ISBN 0542847914, 9780542847912
- E.A. Seemann: Weiberregiment, Weibermacht, Weiberlisten, Lexikon der Kunst, Band 7, Leipzig 1994, S. 739–740; Digitale Bibliothek Band 43: Lexikon der Kunst, S. 37722–3
- Kristina Bake: Ein neuer Korb voll Venuskinder : die Weibermacht auf illustrierten Flugblättern des 16. und 17. Jahrhunderts : aus Beständen des Grafischen Kabinetts, Staatl. Galerie Moritzburg, Halle 2001, S. 3–5
- Jutta Held: Die "Weibermacht" in Bildern der Kunst von der frühen Neuzeit bis zum Beginn des 20. Jahrhunderts, in: Ursula Aumüller-Roske (Hrsg.): Frauenleben – Frauenbilder – Frauengeschichten, Centaurus, 1988, S. 61–74
- Susan Louise Smith: To women’s wiles I fell' : the power of women topos and the development of medieval secular art, Ph. D. University of Pennsylvania, 1978
- Valeska Doll: Paar-Darstellungen bei Hans Baldung Grien unter besonderer Berücksichtigung der Weibermacht-Thematik speziell bei Phyllis- und Aristoteles- und Adam und Eva-Darstellungen, Magisterarbeit, Ludwig-Maximilians-Universität, München, 1995
- Wolfgang Stammler: Aristoteles, Reallexikon zur Deutschen Kunstgeschichte I, 1936, S. 1027–1040
- Leopold Ettlinger: Ehebrecherfalle, Reallexikon zur Deutschen Kunstgeschichte IV, 1956, 786–791
- András Vizkelety: Minnesklaven, Lexikon der christlichen Ikonographie, Band 3, 1971, Sp. 269
- Friedrich Mauer: Der Topos von den Minnesklaven. Zur Geschichte einer thematatischen Gemeinschaft zwischen bildender Kunst und Dichtung im Mittelalter, in: Deutsche Vierteljahresschrift für Literaturwissenschaft und Geistesgeschichte, 27, 1953

- Datos: Q21041938
- Multimedia: Power of Women / Q21041938